# 말린 레바논
말린 레바논(Malin Levanon, 1977년 12월 12일 ~ )은 스웨덴의 배우이다. 제51회 굴드바게상 여우주연상 수상자이다.

## 출연 작품
- 오프 레이더 (2020)
- 브릿마리 여기 있다 (2019)
- 미나의 선택 (2015)
- 군집 본능 (2015)
- 인 유어 베인스 (2009)